# Fannia snyderi
Fannia snyderi är en tvåvingeart som beskrevs av Ainsley Seago 1954. Fannia snyderi ingår i släktet Fannia och familjen takdansflugor. Inga underarter finns listade i Catalogue of Life.